# ویلیام جی بکر
ویلیام جِی بِکِر (انگلیسی: William J. Becker; ۲۳ مهٔ ۱۹۲۷ – ۱۳ سپتامبر ۲۰۱۵) توزیع‌کننده فیلم و منتقد تئاتر اهل کشور ایالات متحده آمریکا بود.